# Province d'Uthai Thani
Uthai Thani (en thaï : อุทัยธานี) est une province (changwat) de Thaïlande.
Elle est située dans le nord du pays. Sa capitale est la ville d'Uthai Thani.

## Subdivisions

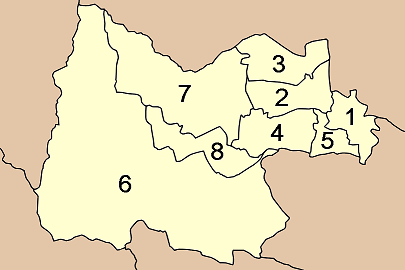
Carte des amphoe de la province d'Uthai Thani.

Uthai Thani est subdivisée en 8 districts (amphoe) : Ces districts sont eux-mêmes subdivisés en 70 sous-districts (tambon) et 642 villages (muban).